# Bicoecida
Ordre
Les Bicoecida sont un ordre de chromistes de l'embranchement des Bigyra, et de la classe des Bikosea.

## Liste des familles
Selon AlgaeBase (9 septembre 2022) :
- Bicosoecaceae Haeckel, 1894
- Cafeteriaceae Moestrup
- Pseudodendromonadaceae Hibberd, 1985
- Siluaniaceae S.A.Karpov, 1998

## Systématique
Le nom correct complet (avec auteur) de ce taxon est Bicoecida Grassé, 1926.

## Publication originale
- Grassé, P.P. (1926). Contribution à l'étude des Flagellés parasites. Arch. Zool. Exp. Gén. 65: 345-602.